# Themistokli Gërmenji
Themistokli Gërmenji (Görice, 1871 – Szaloniki, Görögország, 1917. november 7.) albán politikus, gerillavezér. 1916 decemberétől 1917 novemberéig állt a francia protektorátust élvező Korçai Albán Autonóm Köztársaság végrehajtó hatalmának élén.

## Életútja
Huszonegy éves korában, 1892-ben munkát és megélhetést keresve Romániába emigrált. Az ott élő népes albán közösséghez csatlakozva csakhamar a nacionalista albán eszmék híve lett. Visszatért hazájába, ahol Manasztirban letelepedve fivérével közösen üzemeltette az albán függetlenségi mozgalom helyi fellegvárának számító Szabadság (Lirija) szállót. Emellett Pandeli Caléval és Midhat Frashërivel Szalonikiben megalapították az Ortodox Liga (Lidhja Orthodokse) nevű titkos nacionalista szervezetet is. Részt vett az 1908-as manasztiri kongresszus szervezésében, valamint az 1909-es Porta-ellenes fegyveres felkelésekben. 1911-ben külföldi körútra indult, hogy támogatókat keressen a független Albánia ügyéhez. Olaszország után Görögországba utazott, ahol Janinában letartóztatták és 1912 elejéig börtönben sínylődött. Kiszabadulását követően visszatért szülővárosába, ahol gerillaalakulatot szervezett és a Maliqi-tó vidékén felvette a harcot a reguláris török csapatokkal.
Gerillahadjáratait folytatta a Balkán-háborúk során is, amelynek eredményeként 1914. április 15-ére száz embere élén, valamint holland katonai támogatással kiverte a Korçát megszállás alatt tartó görögöket és letartóztatta a várost addig irányító tanács valamennyi tagját, valamint a görögbarát Germanosz püspököt. A görögök azonban 1915-ben ismét átvették a város feletti ellenőrzést, s Gërmenji hazáját elhagyni kényszerült, Szófiába menekült. 1916 októberében tért vissza Albániába, s útja az akkor éppen a Monarchia és Bulgária által megszállt Pogradecbe vezetett, hogy egyéni politikai ambícióihoz szövetségest találjon. Miután az osztrákok elzárkóztak a segítségnyújtástól, Gërmenji és szövetségese, Sali Butka folytatták a fegyveres harcot a görögök ellen. 
A francia hadvezetés hamarosan felismerte, hogy a helyi lakosság támogatását nélkülöző görögök nem képesek biztos hátországot kiépíteni a régióban, elősegítendő a további katonai előrenyomulást Albánia belső területei felé. Így 1916 novemberének végén Korçába küldték Henri Descoins tábornokot, aki fegyveresei élén átvette a város feletti katonai ellenőrzést a görögöktől. Ezt követően azon munkálkodott, hogy meglelje a polgári közigazgatás kiépítésének és megszilárdításának módját.  A francia tiszt és Gërmenji tárgyalására 1916. november 24-én került sor, amelynek során megállapodtak, hogy a környék keresztényei és muzulmánjai körében egyaránt nagy befolyást szerzett Gërmenji lesz a francia protektorátust élvező autonóm köztársaság végrehajtó tanácsának feje, prefektusi címmel. A Korçai Albán Autonóm Köztársaságot végül 1916. december 10-én kiáltották ki. A saját kormányzattal és rendfenntartó erőkkel rendelkező, valamint saját pénzt is kibocsátó államalakulat élén Gërmenji megszervezte az albán nyelvű oktatást, egyszersmind bezáratta a török vagy görög tannyelvű iskolákat. Katonái élén Gërmenji elsőként vonult be 1917. szeptember 9-én a közeli Pogradec városába, ezzel is hozzájárulva a franciák katonai sikereihez. Érdemei elismeréseként megkapta a francia katonai kitüntetések egyikét, a croix de guerre-t.
A köztársaság létjogosultsága azonban megkérdőjeleződött, miután 1917 júniusában a görögök beléptek a világháborúba az antanthatalmak oldalán, a franciák pedig jobbnak látták újdonsült katonai szövetségesük pozícióinak megerősítését a térségben. Hogy Gërmenjit eltávolítsák az útból, a Monarchiának folytatott kém- és ügynöki tevékenység vádjával letartóztatták és egy szaloniki börtönbe szállították. Ott egy francia katonai bíróság ítélkezett felette, halálbüntetésre ítélték, majd kivégezték. Kevéssel később, 1918. február 16-án a Korçai Albán Autonóm Köztársaság is összeomlott.